# Герлинген (Њемачка)
Герлинген (њем. Gerlingen) град је у њемачкој савезној држави Баден-Виртемберг. Једно је од 39 општинских средишта округа Лудвигсбург. Према процјени из 2010. у граду је живјело 18.985 становника. Посједује регионалну шифру (AGS) 8118019.

## Географски и демографски подаци
Герлинген се налази у савезној држави Баден-Виртемберг у округу Лудвигсбург. Град се налази на надморској висини од 336 метара. Површина општине износи 17,0 km². У самом граду је, према процјени из 2010. године, живјело 18.985 становника. Просјечна густина становништва износи 1.116 становника/km².